# Sapore di te
Sapore di te è un film del 2014 diretto da Carlo Vanzina.
Il film è il sequel dei film Sapore di mare e Sapore di mare 2 - Un anno dopo, entrambi del 1983 e ambientati negli anni sessanta.

## Trama
Tra l'estate del 1984 e la successiva si intrecciano, sulla spiaggia di Forte dei Marmi, le vicende di vari personaggi che rispecchiano la società italiana di quegli anni.
Milano. Sandro e Michela, appartenenti alla borghesia milanese, ricordano con malinconia gli anni sessanta. Insieme a loro, oltre al figlio Luca, c'è anche Chicco, amico d'infanzia e compagno di università e Ingrid, ragazza tedesca conosciuta durante un viaggio in Germania nel 1983, nonché fidanzata di Luca.
Firenze. Anna, una studentessa, si innamora di Armando, un ragazzo del posto. Va a trascorrere le vacanze da Francesca, sua compagna di università, che ha una relazione con un uomo molto più grande e sposato. La relazione di Anna e Armando, che nel frattempo si sono sposati e hanno avuto un figlio, Lorenzo, va avanti tra alti e bassi fino a quando lui muore in un incidente stradale.
Roma. La famiglia Proietti, formata dal commerciante e tifoso romanista Alberto, sua moglie Elena e la loro figlia Sabrina, ragazzina diciassettenne alle prese con le sue prime cotte adolescenziali che si innamora a prima vista di Luca per poi legarsi al suo amico Chicco.
Napoli. L'onorevole socialista Piero De Marco, napoletano in vacanza con la moglie Leonetta, che ha una relazione clandestina con Susy, ragazza salernitana in cerca di celebrità senza particolare talento, ma che grazie al potere politico dell'onorevole è diventata soubrette di Drive In.
A distanza di anni, Ingrid, dopo una breve storia con il bagnino Renato, torna in Germania. 
Francesca si sposa con il chirurgo più grande di lei, che nel frattempo ha divorziato dalla moglie. Sabrina incontra casualmente Chicco con il quale si sposa e ha un figlio, Roberto. Susy, dopo l'uscita del suo film, 
viene notata dal figlio di un produttore cinematografico e lo sposa. Anna, in viaggio con il figlio Lorenzo, incontra Luca, ormai avvocato, e finiscono per sposarsi e avere una figlia, Beatrice. Alberto Proietti salva la vita, per la seconda volta, all'onorevole De Marco, il quale, per sdebitarsi, dimentica tutte le divergenze passate e lo aiuta ad aprire il negozio. 
Nel 2013, di nuovo in spiaggia al Forte dei Marmi, Luca e Sabrina si ritrovano con le rispettive famiglie; il loro amore, durato troppo poco per diventare importante, ha comunque lasciato il segno. Tra i loro figli Beatrice e Roberto, inconsapevoli delle vicende passate, nasce subito una simpatia.

## Produzione
I Vanzina, in riferimento a Sapore di te, hanno dichiarato che i personaggi sono tutti diversi anche se è stato utilizzato lo stesso format dei due Sapore di mare. Riguardo al perché del passaggio agli anni ottanta, hanno asserito che "c'era una spensieratezza che non c'è più. Oggi le vacanze durano un weekend, all'epoca esisteva la villeggiatura. È un film sui destini".
Le riprese sono iniziate il 4 giugno 2013 e terminate il 17 luglio dello stesso anno. È stato girato a Forte dei Marmi, Orbetello, Porto Ercole, Livorno, Cala Violina, Roma e Fregene, San Candido e la Val Pusteria e in Austria.

## Colonna sonora
La colonna sonora del film, composta da Giuliano Taviani e Carmelo Travia è stata pubblicata in download digitale nel 2014 da RTI Music.

### Tracce
1. Diario di viaggio – 2:09
2. La rumba di Alberto – 1:49
3. Sapore di te – 2:36
4. Domenica – 2:06
5. Delusione d'amore – 1:48
6. Onorevole de Marco – 1:43
7. Ingrid e Luca – 0:53

Durata totale: 13:04
Altre tracce
- La canzone iniziale dei titoli del film è True degli Spandau Ballet del 1983
- La canzone di sottofondo all'arrivo dei protagonisti è I Just Called to Say I Love You di Stevie Wonder del 1984
- Le canzoni ascoltate in discoteca sono Fiore di maggio di Fabio Concato del 1984 e Tropicana dei Gruppo Italiano del 1983 entrambe cantate (live) da Ilaria Della Bidia.
- La canzone di sottofondo al ritorno l'estate successiva è Sunshine Reggae dei Laid Back del 1983
- La canzone di sottofondo durante le riprese cinematografiche in spiaggia è Non voglio mica la luna di Fiordaliso del 1984.
- La canzone di sottofondo durante la scena ambientata nell'estate del 2013 è Una lunga storia d'amore di Gino Paoli del 1984.
- La sigla finale del film è il brano Se m'innamoro dei Ricchi e Poveri del 1985

## Distribuzione
Il primo trailer è stato trasmesso il 18 dicembre 2013, mentre il film è stato distribuito in 400 sale cinematografiche italiane il 9 gennaio 2014.

## Accoglienza

### Incassi
Nel primo weekend di programmazione il film ha incassato 991142 €. In totale ha guadagnato 1682060 €, a fronte di un budget di 3000000 €.

### Critica
(Federico Pontiggia, Rivista del cinematografo)